# Фернанде Паеш
Фернанде Паеш (порт. Fernando Paes, 24 травня 1907 — 19 травня 1972) — португальський вершник.
Бронзовий призер Олімпійських Ігор 1948 року в командній виїздці, учасник 1952 року.